# 小山台 (横浜市)
小山台（こやまだい）は、神奈川県横浜市栄区の地名。現行行政地名は小山台一丁目から小山台二丁目。住居表示実施済区域。

## 地理
栄区の北部に位置し、南東に鍛冶ケ谷町、南西と西に小菅ケ谷、北東に港南区野庭町、東に港南区日野南と接している。

### 地価
住宅地の地価は、2025年（令和7年）1月1日の公示地価によれば、小山台2-24-17の地点で17万9000円/m²となっている。

## 歴史

### 沿革
- 1994年（平成6年）9月26日 - 住居表示（栄区小菅ケ谷第一次地区）[7]の実施に伴い、小菅ケ谷町の一部を分離し、小山台一丁目と小山台二丁目を新設する[8]。
- 1996年（平成8年）10月21日 -  住居表示（栄区小菅ケ谷第三次・鍛冶ケ谷地区）[9]の実施に伴い、小菅ケ谷町の一部を小山台一丁目に編入、小山台一丁目の一部を小菅ケ谷四丁目へ編入する[8]。

### 町名の変遷
| 実施後       | 実施年月日                | 実施前（各町名ともその一部） |
| ------------ | ------------------------- | ---------------------------- |
| 小山台一丁目 | 1994年（平成6年）9月26日  | 小菅ケ谷町（一部）           |
| 小山台一丁目 | 1996年（平成8年）10月21日 | 小菅ケ谷町（一部）           |
| 小山台二丁目 | 1994年（平成6年）9月26日  | 小菅ケ谷町（一部）           |

## 世帯数と人口
2025年（令和7年）6月30日現在（横浜市発表）の世帯数と人口は以下の通りである。
| 丁目         | 世帯数    | 人口    |
| ------------ | --------- | ------- |
| 小山台一丁目 | 419世帯   | 900人   |
| 小山台二丁目 | 708世帯   | 1,642人 |
| 計           | 1,127世帯 | 2,542人 |

### 人口の変遷
国勢調査による人口の推移。
| 年                 | 人口  |
| ------------------ | ----- |
| 1995年（平成7年）  | 2,861 |
| 2000年（平成12年） | 2,792 |
| 2005年（平成17年） | 2,597 |
| 2010年（平成22年） | 2,537 |
| 2015年（平成27年） | 2,460 |
| 2020年（令和2年）  | 2,514 |

### 世帯数の変遷
国勢調査による世帯数の推移。
| 年                 | 世帯数 |
| ------------------ | ------ |
| 1995年（平成7年）  | 875    |
| 2000年（平成12年） | 921    |
| 2005年（平成17年） | 916    |
| 2010年（平成22年） | 975    |
| 2015年（平成27年） | 948    |
| 2020年（令和2年）  | 1,008  |

## 学区
市立小・中学校に通う場合、学区は以下の通りとなる（2024年11月時点）。
| 丁目         | 番・番地等 | 小学校                 | 中学校               |
| ------------ | ---------- | ---------------------- | -------------------- |
| 小山台一丁目 | 32番、33番 | 横浜市立小菅ケ谷小学校 | 横浜市立小山台中学校 |
| 小山台一丁目 | 1〜31番    | 横浜市立小山台小学校   | 横浜市立小山台中学校 |
| 小山台二丁目 | 全域       | 横浜市立小山台小学校   | 横浜市立小山台中学校 |

## 事業所
2021年（令和3年）現在の経済センサス調査による事業所数と従業員数は以下の通りである。
| 丁目         | 事業所数 | 従業員数 |
| ------------ | -------- | -------- |
| 小山台一丁目 | 30事業所 | 211人    |
| 小山台二丁目 | 29事業所 | 180人    |
| 計           | 59事業所 | 391人    |

### 事業者数の変遷
経済センサスによる事業所数の推移。
| 年                 | 事業者数 |
| ------------------ | -------- |
| 2016年（平成28年） | 61       |
| 2021年（令和3年）  | 59       |

### 従業員数の変遷
経済センサスによる従業員数の推移。
| 年                 | 従業員数 |
| ------------------ | -------- |
| 2016年（平成28年） | 343      |
| 2021年（令和3年）  | 391      |

## 施設
- 横浜市立小山台小学校
- 横浜市立小山台中学校
- 小菅ケ谷幼稚園[19]

## その他

### 日本郵便
- 郵便番号 : 247-0002[3]（集配局：大船郵便局[20]）

### 警察
町内の警察の管轄区域は以下の通りである。
| 丁目         | 番・番地等 | 警察署   | 交番・駐在所   |
| ------------ | ---------- | -------- | -------------- |
| 小山台一丁目 | 全域       | 栄警察署 | 本郷台駅前交番 |
| 小山台二丁目 | 全域       | 栄警察署 | 本郷台駅前交番 |